# Opel 24/50 PS
L'Opel 24/50 PS est une voiture de la catégorie luxueuse construite par Adam Opel KG de 1910 à 1912 pour succéder au modèle 25/40 PS.

## Historique et technologie
Le moteur était un moteur quatre cylindres d'une cylindrée de 6 232 cm³ (alésage × course = 115 mm × 150 mm), qui produisait 50 ch (37 kW) à 1 400 tr/min. Le moteur à commande latérale était refroidi par eau et une pompe centrifuge assurait la circulation du liquide de refroidissement. La puissance du moteur était transmise à l'essieu arrière via un embrayage à cône en cuir, une boîte de vitesses manuelle à quatre vitesses et un arbre à cardan. La vitesse maximale de la voiture était de 85 km/h.
Les deux essieux rigides étaient suspendus au cadre, qui était constitué de profilés en U en acier, à des ressorts à lames trois quarts elliptiques. Le frein de service agissait sur l'arbre de sortie de la transmission. Le frein à main a été conçu comme un frein à tambours agissant sur les roues arrière.
Initialement, il y avait trois styles de carrosserie, une voiture de tourisme à quatre places, une limousine Pullman quatre portes et un landaulet. Début 1912, une torpédo quatre portes fut introduite en tant que variante supplémentaire. La variante la moins chère (la voiture de tourisme), coûtait 13 000 Reichsmark.
Fin 1912, la construction de la 24/50 PS est arrêtée. La successeur était le modèle 25/55 PS.